# Ahmed Hill
Ahmed Hill (Fort Valley, 21 marzo 1995) è un cestista statunitense.

## Palmarès
- All-CEBL Second Team (2021)